# Rappel de produit
Pour les articles homonymes, voir Rappel.

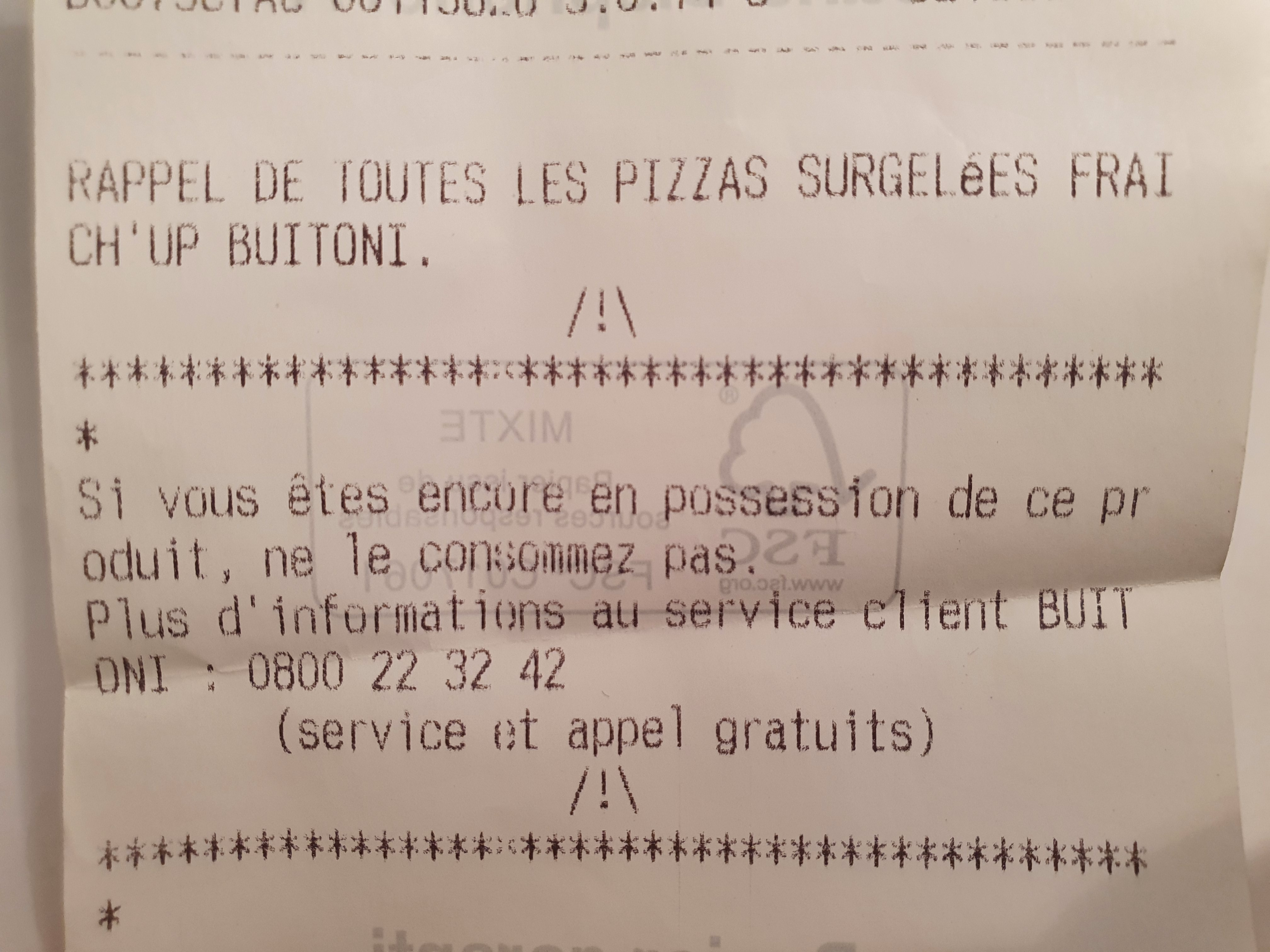
Ticket de caisse rappelant des pizzas surgelées Buitoni contaminées par E. coli, en 2022.

Un rappel de produit, ou simplement rappel produit, est une opération au cours de laquelle un fabricant ou un distributeur demande à ses clients de lui rapporter contre dédommagement une marchandise déjà acquise qui est défectueuse ou présente un risque. Ce type d'action est particulièrement associé au commerce automobile où les rappels sont fréquents.
Il est possible de suivre les rappels de produits sur plusieurs supports à disposition des consommateurs. 60 Millions de consommateurs héberge un index des rappels sur son site. Une initiative citoyenne : Oulah ! a créé un site dédié. La direction générale de la Concurrence, de la Consommation et de la Répression des fraudes (DGCCRF) et la direction générale de l'Alimentation (DGAL) ont elles-mêmes lancé le 1er avril 2021 RappelConso, le site officiel unique des alertes des produits dangereux, avec la collaboration de la direction générale de la Prévention des risques (DGPR) et de la direction générale de l'Énergie et du Climat (DGEC). L'accès à ces trois sites est gratuit.